# GSC3650-2290
GSC3650-2290 — хімічно пекулярна зоря спектрального класу A, що має видиму зоряну величину в смузі V приблизно 10,0.